# Eduardo Fajardo
Eduardo Martínez Fajardo (Pontevedra, 14 de agosto de 1924 – México, 4 de julho de 2019) foi um ator espanhol (galego) de cinema.

## Carreira
Começou sua carreira como dublador na década de 1940, estreando como ator no filme Héroes del 95, em 1947. Durante os anos 50, se mudou para o México, onde desenvolveu parte de sua carreira profissional combinando aparições na televisão e cinema e depois retornando à Espanha, país em que, apesar de ativo, encadeava uma média de quinze títulos por ano em que geralmente desempenhava papéis de vilão em  spaghetti westerns. Entre seus papéis mais famosos, está o do Major Jackson, no filme Django, de 1966.
Eduardo vivia em Almería, na Espanha, onde inaugurou o Paseo de las Estrellas, que premiou vários atores e diretores que trabalharam por lá. A primeira estrela da calçada tem o seu nome.
Morreu em 4 de julho de 2019, aos 94 anos de idade.

## Filmografia selecionada

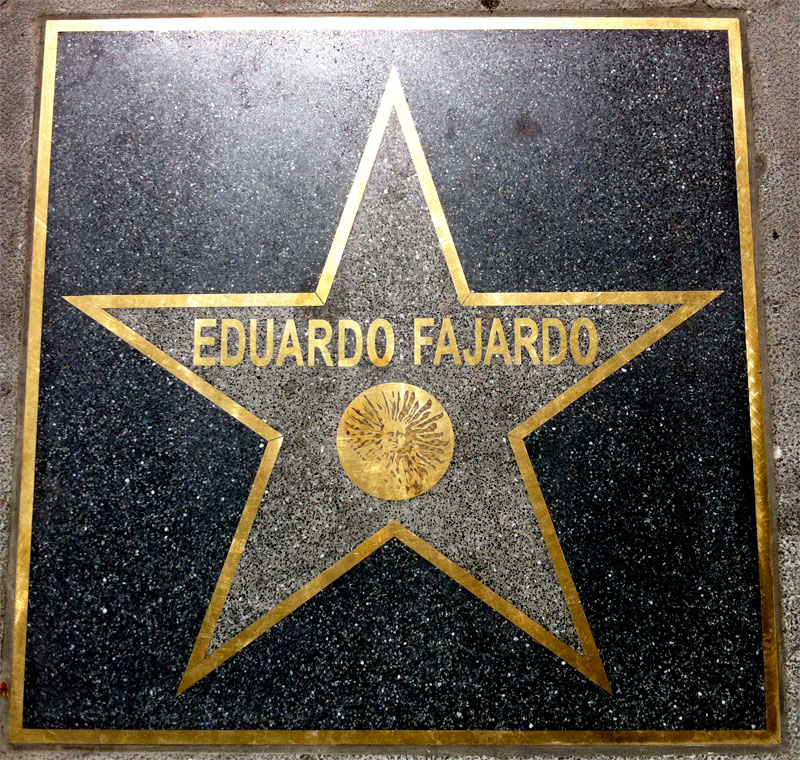
Estrela de Eduardo Fajardo no Paseo de las Estrellas

- Reckless (1951).
- Tizoc (1957).
- Django (1966).
- Master Stroke (1967).
- Il mercenario (1968).
- Vamos a matar, compañeros (1970).
- Shango (1970).
- Nightmare City (1980).
- Oasis of the Zombies (1981).
- Gli sterminatori dell'anno 3000  (1983).